# 山崎潤
山崎 潤（やまさき じゅん、1973年〈昭和48年〉5月8日 - ）は、福岡県出身の俳優・ドラマー。バウカンパニー⇒オーキッド⇒ジョリーロジャー⇒アパッチを経て現在はメテオラ所属。

## 人物
趣味はサッカー。福岡でバンド活動を行っていたときにテレビのコンテストで優勝し、上京。俳優業もこなした。
2005年7月1・2日の山形県におけるイベントをもって俳優業を一時引退。
2006年7月に放送された『怨み屋本舗』で依頼者の夫役で出演した後、『風のガーデン』『学校じゃ教えられない!』への出演を経て2009年に本格復帰。その際に生年が1975年から1973年へ訂正された。

## 出演

### テレビドラマ

#### レギュラー
- 外科医・夏目三四郎（1998年10月 - 12月、テレビ朝日） - 純 役
- 仮面ライダーシリーズ
  - 仮面ライダーアギト（2001年1月 - 2002年1月、テレビ朝日） - 北條透 役[2]
  - 仮面ライダー555（2003年1月 - 2004年1月、テレビ朝日） - 琢磨逸郎 役[3]
- G-taste〜受付嬢 神園史華〜（2001年4月 - 6月、テレビ朝日） - 木田洋一 役
- ヴァンパイア・シンドローム（2002年2月 - 3月、テレビ神奈川） - 岡崎 役
- ワニのこだわり〜アイドル刑事シスターズ〜（2002年8月、TBS） - 六条寺清彦 役
- アイドルD（2003年4月、関西テレビ）
- 愛のソレア（2005年11月、東海テレビ） - 鴨居 役
- 遺留捜査（2011年4月、テレビ朝日） - 野口洋 役
- ホメられたい僕の妄想ごはん（2021年7月11日 - 9月26日、BSテレ東） - 長田隆 役[4]
- アバランチ 第4話 - 最終話（2021年11月8日 - 12月20日、関西テレビ・フジテレビ） - 田所 役
- ドゲンジャーズ ハイスクール（2022年4月3日 - 6月26日、KBC・KKB・TOKYO MX） - 小曽川徹 役
- Believe-君にかける橋-（2024年4月25日 - 6月20日、テレビ朝日） - 掛野勝 役
- FOGDOG（2025年7月22日 - 、読売テレビ） - 北條桃次 役[5]

#### その他
- 恋愛偏差値 第2章 Party（2002年8月、フジテレビ） - 橋本 役
- 太陽と雪のかけら 第7・8話（2002年9月、TBS） - 小暮 役
- ドウニチラヴ 第5話（2003年、関西テレビ）
- 早乙女千春の添乗報告書15（2004年1月、TBS） - 原口圭介 役
- 24時間テレビドラマスペシャル 父の海、僕の空（2004年、日本テレビ）
- ああ探偵事務所（2004年、テレビ朝日）
- 世にも奇妙な物語「殺し屋ですのよ」（2004年） - 佐々木裕司 役
- 特命係長 只野仁（2005年2月、テレビ朝日） - 北島秀彦 役
- Sh15uya Face11（2005年3月、テレビ朝日）
- 怨み屋本舗 第3話（2006年7月、テレビ東京） - 松沢直也 役
- 学校じゃ教えられない!（2008年） - 水木一樹の父 役
- 風のガーデン（2008年） - 岸医師 役
- 超人ウタダ（2009年、WOWOW） - 増井良助 役
- 土曜ワイド劇場 救急救命士・牧田さおり8（2011年8月27日、テレビ朝日） - 遠山医師 役
- もっとあなたの知らない世界〜裏切りの代償〜（2012年8月23日、BS日テレ） - モリタユキオ 役
- 恋文日和 第6話（2014年2月11日、日本テレビ）
- S -最後の警官- 第8話（2014年3月2日、TBS）
- 土曜ワイド劇場 東京駅お忘れ物預り所7（2014年4月12日、テレビ朝日） - 長谷川卓也 役
- 土曜ワイド劇場 逆転報道の女4（2014年11月22日、朝日放送） - 店長 役
- 緊急取調室（2015年） - 日下隆 役
- DOCTORS3 最強の名医 最終話（2015年3月5日、テレビ朝日） - 犬丸健也 役
- 花燃ゆ 第20話（2015年5月17日、NHK大河ドラマ） - 阿久根 役
- 警視庁ゼロ係〜生活安全課なんでも相談室〜
  - （2016年） - 村山正四郎 役
  - （2019年） - 近藤真一 役
- 逃げる女（2016年） - 古賀刑事 役
- グッドパートナー 無敵の弁護士（2016年） - 橋本直之 役
- ドクターカー（2016年） - 市村真 役
- 鼠、江戸を疾る2 第5話（2016年5月12日、NHK）
- ミス・ジコチョー〜天才・天ノ教授の調査ファイル〜（2019年、NHK） - 山口室長 役
- 連続テレビ小説 エール (テレビドラマ)（2020年、NHK） - 神田憲明 役
- にじいろカルテ（2020年、テレビ朝日)
- つまり好きって言いたいんだけど、（2021年） - 稲垣監督 役
- 嫌われ監察官 音無一六 season1 第2話（2022年5月13日、テレビ東京） - 野中敏弘 役
- 絶メシロード Season2（2022年）
- 相棒 Season21（2022年） - 三沢龍之介 役
- 秘密〜THE TOP SECRET〜 第7話（2025年3月10日、関西テレビ・フジテレビ） - 淡路の担当医 役[6]
- いつか、ヒーロー 第1話・第2話・第5話・最終回（2025年4月6日・13日・5月11日・6月1日、朝日放送テレビ・テレビ朝日） - 片柳誠 役[7]
- イグナイト -法の無法者- 第10話・最終回（2025年6月20日・27日、TBS） - 久野宣幸 役[8]

### 映画
- 英二（1999年、黒土三男監督）
- ホワイトアウト（2000年、若松節朗監督） - テロリスト・山崎史郎 役
- 仮面ライダーシリーズ
  - 劇場版 仮面ライダーアギト PROJECT G4（2001年9月、田﨑竜太監督） - 北條透 役[9]
  - 劇場版 仮面ライダー龍騎 EPISODE FINAL（2002年8月、田﨑竜太監督） - お好み焼き屋の客 役[10] ※友情出演
- Quartet カルテット（2001年10月、久石譲監督） - 保坂一馬 役
- キューティーハニー（2004年、庵野秀明監督）
- KAZUMA≒AMUZAK〜アムザック〜（2005年、井出良英監督）
- KAZUMA≒AMUZAK〜アムザック 最後の逆襲〜（2005年、井出良英監督）
- 山手線デス・ゲーム 前編（2005年、増本庄一郎監督）
- 2ちゃんねるの呪い 劇場版（2011年8月、永江二朗監督） - 金本照雄 役
- るろうに剣心（2012年8月、大友啓史監督） - 洋装の男・三井 役
- シン・ゴジラ（2016年、庵野秀明総監督）[11]
- 一度も撃ってません（2020年） - 北 役
- ばるぼら（2020年11月20日、イオンエンターテイメント）
- 生きててごめんなさい（2023年2月3日、渋谷プロダクション） [12]
- 火の華（2025年10月31日公開予定、小島央大監督） - 神崎遼 役[13]

### Vシネマ
- 仮面ライダードライブ シークレット・ミッション type TOKUJO（2015年） - 日下部章 役[14]
- テン・ゴーカイジャー（2022年） - 国防大臣 役[15]

### ウェブドラマ
- 仮面ライダーアマゾンズ シーズン2（2017年、Amazonプライム・ビデオ） - 星埜始 役[16]

### 舞台
- ペール・ギュント（2003年3月、東京文化会館大ホール） - ペール・ギュント 役

### CM
- Windows Me 2000年秋バージョン（2000年）
- J-PHONE STORY（疾走編）（2002年）
- エルセーヌ（中澤裕子 彼氏編）（2002年）

### ビデオ・DVD
- Vex山崎潤 1st.イメージビデオ（2003年9月）
- ゾンビ自衛隊（2005年、友松直之監督） - ハヤカワ隊員 役
- 極悪人（2011年3月、内田直之監督） - 富山明 役

### 雑誌連載
- キャラ通・もっと山崎潤の事件メモ（2001年10月 - 2003年6月）